# Monastère Saint-Étienne de Hayq
Le monastère Saint-Étienne de Hayq (en guèze ደብር ሐይቅ አስጢፋኖስ Däbrä Hayq Estifanos, monastère Etienne de Hayq) est un établissement monastique de l'Église éthiopienne, situé au bord du lac Hayq (dans la province historique de Wello), sur une île devenue aujourd'hui une presqu'île. Ce monastère accueille des moines et des nonnes dans des espaces séparés.

## Histoire
Selon la tradition, une première église dédiée à Étienne (Däbrä Estifanos) fut fondée sur l'île au IXe siècle,  par l'abouna Salama II, sous le règne du roi d'Aksoum Del Na'od vers 870, en même temps qu'une autre sur la montagne au nord-est du lac, appelée Däbrä Egzi'abhér (Église de Dieu). L'île elle-même fut nommée Däbrä Nägwädgwad. Cette fondation aurait accompagné la conversion au christianisme des habitants, qui rendaient auparavant un culte à un dieu représenté par un serpent, avec des sacrifices animaux.
Le véritable fondateur du monastère est Iyasus Moa, un ascète formé dans le monastère de Däbrä Damo, près d'Aksoum, qui vint s'établir sur les bords du lac Hayq vers 1250. Il trouva certainement un établissement religieux à proximité des deux églises du IXe siècle, car son hagiographie ne parle pas de fondation ex nihilo. Mais on ignore s'il y avait avant lui une communauté de moines.
Iyasus Moa († 1293) eut pour disciple en ce lieu une autre figure majeure du monachisme éthiopien : Takla Haymanot (le fondateur du monastère de Däbrä Libanos). Ensuite, au XIVe siècle, y furent encore formées des personnalités de premier plan : Abba Bäsälota Mika'el, Aron de Däbrä Darét et Abba Giyorgis de Segla. Il est étroitement associé par son hagiographie à Yekouno Amlak, qui en 1270 renversa la dynastie « usurpatrice » des Zagwés et « restaura » la lignée royale légitime des Salomonides : c'est le saint ascète qui aurait fait reconnaître le prétendant comme descendant du roi Salomon et de la reine de Saba. En signe de gratitude, Yekouno Amlak dota très largement le monastère, qui joua un rôle très important dans l'État jusqu'au XVe siècle (avant d'être évincé par Däbrä Libanos). Les abbés de Däbrä Hayq Estifanos portaient à cette époque, à la cour royale, le titre d' 'aqabä sä'at, « gardien des heures ». L'établissement fut pris et pillé en 1531 par le dirigeant musulman Ahmed Ibn Ibrahim Al-Ghazi (dit Gragn en amharique).
On conserve deux manuscrits copiés dans le scriptorium de Däbrä Estifanos à la fin du XIIIe  et au début du XIVe siècle : d'une part, un tétraévangile illustré, conservé depuis 1958 à la Bibliothèque nationale d'Addis-Abeba (ms. 28), et d'autre part un autre contenant des Actes apocryphes des Apôtres ; le premier contient un cycle d'illustrations exceptionnellement riche, et aussi des documents historiques de grande valeur insérés sur la vie contemporaine du monastère (dont la liste des livres qu'Iyasus Moa laissa dans la bibliothèque à sa mort). L'établissement possède également une icône de la Vierge datant du XVe siècle, considérée comme miraculeuse et particulièrement vénérée, appelée Celle qui écoute.